# Julius Mendheim
August Julius Mendheim (* etwa 1781; † 25. August 1836 in Berlin) war ein deutscher Schachspieler und Problemkomponist. Er gilt als der erste preußische Schachmeister und Vorläufer der Berliner Schachschule.

## Biographie
Über das Leben Mendheims, der einer jüdischen Familie entstammte, ist nur sehr wenig bekannt. Seit 1810 soll er sich in Berlin aufgehalten haben. Mendheim war angeblich Kaufmann, doch wird er in den wenigen schriftlichen Zeugnissen auch als „Particulier“ bzw. Privatier bezeichnet. Anscheinend erlaubten es ihm seine finanziellen Verhältnisse, sich ganz dem Schachspiel zu widmen. In späteren Lebensjahren klagte Mendheim über seine schlechte Gesundheit, die ihn an der Arbeit hindere. Ein Porträt ist nicht überliefert.

## Schachpublikationen
Im Verlag des als Schachlehrer bekannten Alexander Mosar (1772–1869) gab er 1814 ein Taschenbuch für Schachfreunde heraus. Die Schrift umfasste eine Sammlung von Schachkompositionen Mendheims. Im Jahr 1832 ließ er beim Verlag Trautwein unter dem Titel Aufgaben für Schachspieler eine Fortsetzung folgen. Der Anhang dieses Buches enthielt eine kommentierte Fernpartie zwischen den Schachklubs von Berlin und Breslau (und zwar die erste Partie des unten erwähnten Wettkampfs).

## Berliner Schachmeister
Ab den 1820er Jahren war Mendheim wohl der führende deutsche Schachmeister. Allerdings sind nur wenige Einzelheiten zu seiner Spielpraxis bekannt.
In Berlin wurden in der ersten Hälfte des 19. Jahrhunderts die beiden ältesten deutschen Schachvereine gegründet, zu denen Mendheim in enger Verbindung stand. So war er zwar nicht reguläres Mitglied, aber ein häufiger Gast des (zwischen 1803 und 1847 bestehenden) Berliner Schachclubs, der auch Großer oder Alter Club genannt wurde. Zu seinen Spielgegnern zählten der Bildhauer Gottfried Schadow und andere Vereinsmitglieder. Im April 1829 wurde Mendheim dann von Schadow als Ehrenmitglied vorgeschlagen und wahrscheinlich aufgenommen.
Der Schachclub übertrug ihm die Aufgabe, die mit Breslau (1829 bis 1833) und Hamburg (1833 bis 1836) vereinbarten Korrespondenzwettkämpfe selbständig zu leiten. Beide Partien gegen Breslau endeten siegreich. Der zweite Wettkampf gegen den Hamburger Schachklub verlief weniger günstig. Die erste Partie gewann Hamburg, die zweite endete remis. Weiterhin ist eine Fernpartie Mendheims gegen den starken Spieler Angerstein aus Brandenburg erhalten. Sie entstand aus einer Abweichung der ersten Breslauer Partie, in welcher Schwarz (Angerstein) ab dem 21. Zug anders fortsetzte und gewann.
Schließlich wurde Mendheim 1830 Mitglied der drei Jahre zuvor gegründeten Berliner Schachgesellschaft. Vielfach muss er mit Ludwig Bledow, dem Begründer der Berliner Schachschule, gespielt haben. Wie groß sein Einfluss auf Bledow war, ist nicht geklärt. Mendheim soll noch im stärkeren Maße von den positionellen Lehren des berühmten französischen Meisters Philidor geprägt gewesen sein, welche die Schachentwicklung lange Zeit dominiert hatten. Die jüngeren Meister Wilhelm Hanstein, Carl Mayet und Bernhard Horwitz trafen noch zu Lebzeiten Mendheims mit Bledow zusammen. Der Schachspieler, den Tassilo von Heydebrand und der Lasa als den „genialen Mendheim“ rühmte, war ohne Zweifel ein Wegbereiter der Berliner Schachschule.

## Bedeutung als Schachkomponist
Das Lob auf Mendheim erstreckte sich auch auf seine Verdienste im Bereich der Schachkomposition. In dieser Hinsicht kann Mendheim als Fortsetzer der Tradition der mittelalterlichen Mansuben und Philipp Stammas gelten. Im Unterschied zum modernen Aufgabentypus enthielt der erste Abschnitt seines Taschenbuchs für Schachfreunde zwanzig Aufgaben, welche ein Bauernmatt fordern, der zweite umfasste 31 Probleme mit verschiedenen Bedingungen. Dagegen hätte Mendheim in der späteren Fortsetzung, den Aufgaben für Schachspieler, zumeist die Bedingungen weglassen können, denn hier fiel der einzige Gewinn mit der Mattführung zusammen. Mendheim sagte von diesen Problemen, dass „die meisten nach den gewöhnlichen Schachgesetzen zu lösen sind“. Mit seinen direkten Mattproblemen und einer Reihe von Endspielstudien stand Mendheim auch im Bereich der Schachkomposition an der Schwelle einer neuen Epoche.
|   | a | b | c | d | e | f | g | h |   |
| 8 |   |   |   |   |   |   |   |   | 8 |
| 7 |   |   |   |   |   |   |   |   | 7 |
| 6 |   |   |   |   |   |   |   |   | 6 |
| 5 |   |   |   |   |   |   |   |   | 5 |
| 4 |   |   |   |   |   |   |   |   | 4 |
| 3 |   |   |   |   |   |   |   |   | 3 |
| 2 |   |   |   |   |   |   |   |   | 2 |
| 1 |   |   |   |   |   |   |   |   | 1 |
|   | a | b | c | d | e | f | g | h |   |

Die Serie von Schachgeboten erinnert an eine Mansube und schließt mit einem doppelten Kreuzschach ab.

Lösung:

1. Sd8xc6+ Sc7xe8
2. Sc6xa7+ Kc8–b8
3. Tc4–c8+ Kb8xa7
4. Sc3–b5+ Lf1xb5
5. Le7–c5+ b7–b6+
6. Ka5xb5+ Ta1xa4
7. Tc8xa8 matt

## Werke
- Taschenbuch für Schachfreunde, bei Alexander Mosar, Berlin 1814 (Verfasser im Titel ungenannt, jedoch durch Vorwort belegt)
- Aufgaben für Schachspieler nebst Auflösungen. Als Fortsetzung des Taschenbuchs für Schachfreunde, Verlag T. Trautwein, Berlin 1832